# Baqal
Baqal (en árabe: ديرة البقال‎, romanizado: Al Baqqāl)  es un pequeño pueblo agrícola y ganadero, situado al noreste de Emiratos Árabes Unidos (UAE), en las Montañas al Hayar, Emirato de Ras al Jaima.
El pueblo se extiende a lo largo de una pequeña meseta, al pie de una colina, a unos 860 m, en el límite de la divisoria de aguas entre las cuencas hidrográficas del Wadi Naqab y del Wadi Nahela, muy próximo al Jabal Baqal (1.026 m).
Por el sureste, el pueblo se levanta sobre el acantilado que forma el costado derecho del cauce del Wadi Baqal, afluente del Wadi Nahela, que desciende desde la vertiente noroeste del Jabal Harf (1.420 m), muy cerca de la aldea de Tala, y que a su paso por Baqal forma un codo de 90º para continuar su curso hacia el sursuroeste. 
El pueblo cuenta con unas 50 casas, muchas de ellas reconstruidas y reformadas siguiendo un estilo tradicional, y numerosos bancales sostenidos por muros de piedra seca, que permiten retener el agua y la tierra, destinados principalmente a la siembra de trigo y cebada.

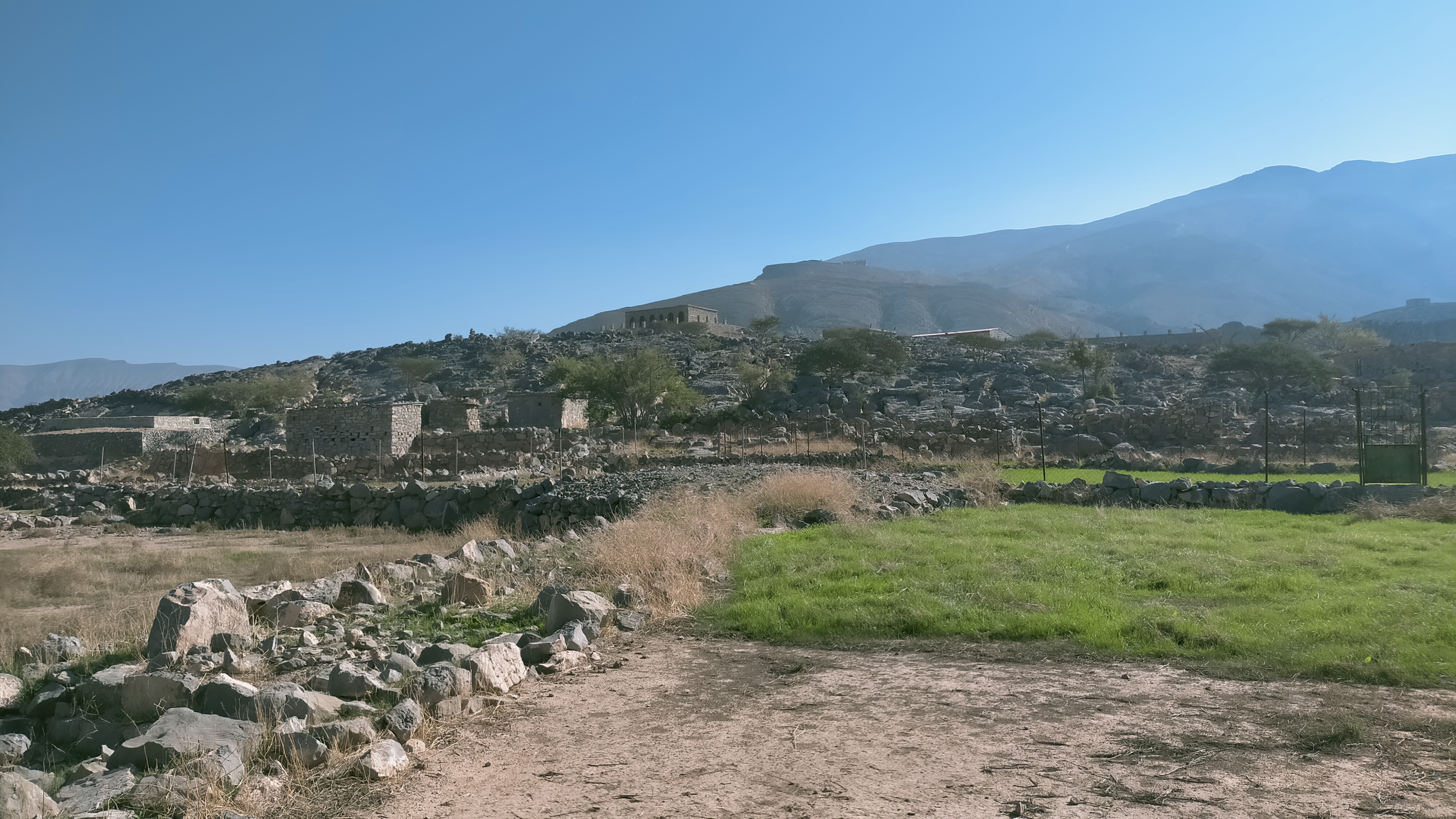
Antiguas y nuevas construcciones, en el pueblo de Baqal

También existen múltiples canalizaciones para recoger y dirigir el agua de la escorrentía hacia los aljibes, y algunos apriscos y otras construcciones.
Hace unos años se inició la construyó una pista de tierra de casi 4 km., enlazando con la que recorre el Wadi Naqab, con el fin de poder acceder al pueblo en vehículos todo terreno, pero los trabajos no llegaron a finalizar, y en la actualidad sólo es posible llegar a Baqal, o transportar provisiones, elementos de construcción, enseres, u otros suministros, caminando o con recuas de burros. 

## Toponimia
Nombres alternativos: Baqāl, Al Baqqāl, Baqqāl, Deira Al Baqqal, Dirat Al Baqal

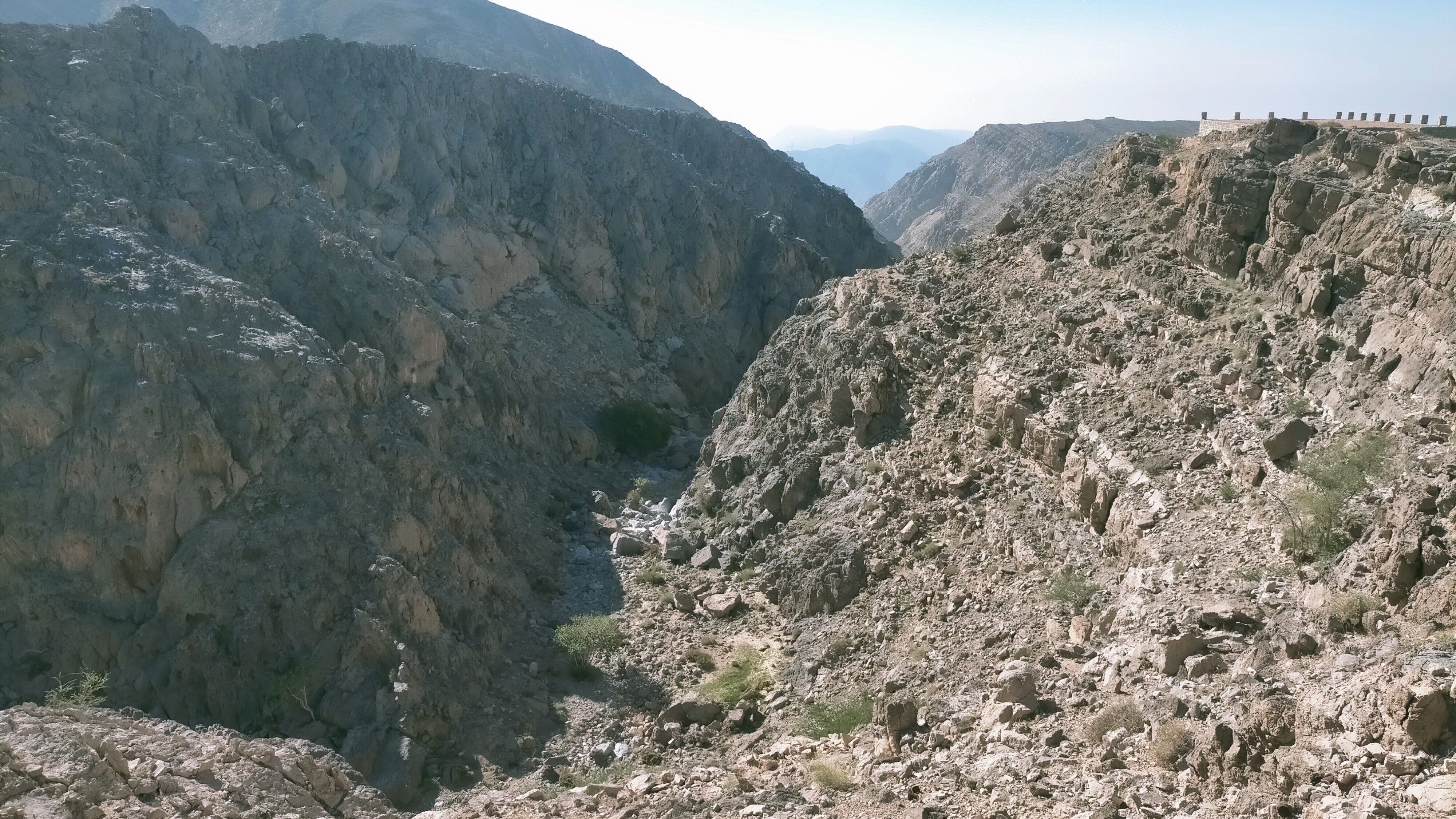
Vista del Wadi Baqal, afluente del Wadi Nahela, a su paso por el pueblo de Baqal

Los nombres del pueblo de Baqal, Wadi Baqal y otros topónimos de la zona, quedaron registrados en la documentación y mapas elaborados entre 1950 y 1960 por el arabista, cartógrafo, militar y diplomático británico Julian F. Walker, durante los trabajos efectuados para el establecimiento de fronteras entre los entonces denominados Estados de la Tregua, completados posteriormente por el Ministerio de Defensa del Reino Unido, en mapas a escala 1:100.000 publicados en 1971.
En The National Atlas of the United Arab Emirates consta referenciado con la grafía Al Baqqāl.

## Población
Toda el área próxima a Baqal estuvo poblada principalmente por la tribu Habus, correspondiendo a la zona tribal de Banī Ḩasan.